# 느미
느미는 염재만이 1978년에 쓴 소설 및 그 소설을 원작으로 한 영화이다.1978년 11월 30일에 작자가 주간으로 있던 한진출판사에서 초판이 나왔다.

## 줄거리
느미는 눈이 부실 만큼 희고 잘생긴 몸매의 여인이다. 그러나 벙어리인 그녀는 기와공장 기술자인 신영감의 부인으로, 그의 딸 방실이와 함께 산다. 한편 윤준태는 일류대학 출신으로 Y회사의 엘리트 사원인데 기와 공장 옆집에 하숙을 한다. 느미에게 한눈에 반한 준태는 신영감이 불의의 사고로 죽자 느미와 그 딸을 정성껏 돌본다. 준태와 느미는 남들이 보기엔 이상하지만 누구에게도 부끄러울 것 없는 지고지순한 사랑을 한다. 하지만 느미는 준태를 위해 떠나기를 원하고, 준태는 느미를 적극 만류한다. 결국 느미와 방실이가 떠나자 준태는 그들을 찾아 방방곡곡을 헤매다 어느 산골짜기에 쓰러진다.

## 영화화
영화판 '느미'는 김기영이 각본과 감독을 맡아 1980년 6월 13일에 코리아 극장에서 개봉되었다.

## 출연

### 주연
- 장미희
- 하명중
- 백일섭
- 권미혜

## 기타
- 원작자: 염재만
- 조명: 서병수
- 녹음: 김성찬
- 미술: 이명수